# Скорульский, Михаил Адамович
Михаил Адамович Скорульский (25 августа (6 сентября) 1887, Киев — 21 февраля 1950, Москва) — украинский композитор, педагог, заслуженный деятель искусств УССР (1947).

## Биография
1910 — окончил Житомирское музыкальное училище Российского музыкального общества.
1914 — окончил Петербургскую консерваторию, по классу композиции занимался у М. О. Штейнберга, Я. Витолса, В. П. Калафати, по классу фортепиано у А. Н. Есиповой.
1915—1933 — преподавал в музыкальных заведениях в Житомире.
1933—1941, 1944—1950 — преподавал в Киевской консерватории.
1941—1944 — преподавал в Алма-Ате. В годы эвакуации в Алматы проживал в доме известного казахского композитора Бахытжана Байкадамова. 
Похоронен на Байковом кладбище в Киеве.

## Творчество
Автор опер, вокально-инструментальной музыки, классического украинского балета «Лесная песня» (написан в 1936 году, поставлен в 1946 году в Киевском театре оперы и балета имени Т. Г. Шевченко). Автор балета «Бондаривна» (1939, не поставлен), балета «Снежная королева» (по мотивам сказки Х. К. Андерсена, не завершён).

## Награды
1947 — Заслуженный деятель искусств УССР.